# Charles Laure de Mac Mahon
Pour les autres membres de la famille, voir Famille de Mac Mahon.
Pour les articles homonymes, voir MacMahon.
Charles Laure de Mac Mahon, 2e marquis d'Éguilly et 1er baron de Mac Mahon (Autun, 8 mai 1752 - Saint-Max, 18 octobre 1830) est un homme politique et militaire français.

## Biographie

### Vie privée
« Fils de haut et puissant seigneur messire Jean-Baptiste Mac Mahon, chevalier seigneur suzerain des villes, pays, châteaux et terres de Seenish, d'Inisch, d'Arovan, d'Ylan-Magrath, d'Ing, situés dans le comté de Clare et l'île de Fymes, de la ville et pas de Ryencanagh, et plusieurs terres dans le comté de Limerick, 1er marquis d'Éguilly, et de dame Charlotte Le Belin, dame d'Éguilly et de Sully », Charles Laure descend d'une ancienne famille irlandaise qui se réfugia en Bourgogne à la chute des Stuarts.

### Vie publique
Il suit la carrière militaire :
- mousquetaire à la 2e compagnie, en 1767,
- capitaine dans Royal-Cavalerie de Lorraine en 1770, capitaine en second à la formation de 1776, capitaine-commandant la même année,
- rang de mestre de camp attaché à l'infanterie irlandaise en 1780 ;
- colonel en second des chasseurs du Gévaudan en 1784 ;
- colonel du régiment de Dauphiné (1788).

Bon militaire, il est bien noté par ses supérieurs : « excellent sujet, propre a une majorité (1774), susceptible d'être placé à la suite d'un régiment irlandais (1777), excellent colonel, très-instruit, très-zélé, remplissant ses fonctions avec honneur et fermeté, s'étant acquis estime et considération (1788). »
Le marquis de Mac Mahon fait honorablement la guerre de l'indépendance aux États-Unis d'Amérique. Aide de camp de La Fayette en 1782, il participe à la Campagne franco-américaine aux États-Unis, et notamment au combat de la frégate Aigle le vaisseau de 74 canons HMS Hector avec autant de sang-froid que de courage, d'intelligence que de modestie. « Sa conduite fut parfaite dans tous les temps et ses sacrifices en argent tous multipliés. » (marquis de Vioménil). Après avoir occupé les mêmes fonctions d'aide de camp auprès du duc de Lauzun (entre 1782 et 1783), il sollicite (1783) le grade de colonel. Il a alors obtenu plusieurs témoignages de satisfaction de ses chefs : ses services lui font mériter la croix de Saint-Louis (8 septembre 1784 : soixante et onze ans plus tard, jour pour jour, son neveu, le comte de Mac-Mahon, général de division, plante le drapeau de la France sur la tour Malakoff, et décide ainsi la prise de Sébastopol), et d'être admis parmi les membres fondateurs de la Société des Cincinnati.
En janvier 1789, Charles Laure et son frère le comte de Mac Mahon présentent leurs preuves de noblesse, mais ils ne peuvent pas jouir de leurs nouveaux privilèges à cause des événements révolutionnaires. Le 15 mars 1791, le chevalier O'Gorman plaide leur cause auprès de L.N.H. Chérin : « Quoique dans ce moment cy la noblesse soit supprimée en France, néanmoins M. Mac Mahon désire se mettre en règle pour former pour lui et pour son frère, le plus tôt possible, des alliances analogues à leur naissance et je vous aurais en mon particulier la plus vive reconnaissance de l'expédition que vous emploierez à lui livrer votre certificat sur ses productions. S'ils avaient eu l'avantage de me connaître dès le commencement de cette besogne ils auraient eu il y a longtemps l'honneur de leur présentation ; mais ils se sont fiés à leurs parents au pays qui n'ayant nulle connaissance des usages de France se sont contentés de leur envoyer les titres et les pièces selon les formes employées en Angleterre et en Irlande. »
Le marquis de Mac Mahon commande un régiment d'infanterie lorsque la Révolution française éclate. Dans une période particulièrement difficile, où la notion d'autorité s'estompe chaque jour davantage, il réussit à maintenir l'ordre et la discipline dans son unité et manifeste au moment de sa démission, le 19 août 1791, la « satisfaction de rendre son régiment parfaitement intact sans qu'il se soit écarté le moindre instant de l'amour de ses devoir et des règles de la plus strict discipline […] son respect, son attachement, sa soumission au Roy et à ses officiers. » La même année, il est élevé au grade de maréchal de camp.
Il émigre avec les princes et lorsqu'il revient, il fixe sa résidence à Saint-Max. Il est nommé lieutenant général à la première Restauration (1814).
Dévoué au gouvernement royal, il est appelé à la pairie le 5 novembre 1827 (avec rang de baron, lettres patentes du 4 août 1828), lors de la nomination des « soixante-seize ». Un biographe peu informé écrit à cette occasion : « Il nous a été impossible de nous procurer les renseignements sur son compte, et même de savoir si son généralat avant ou après la Révolution, en deçà ou au-delà du Rhin. Le marquis de Mac-Mahon soutient jusqu'en 1830, le gouvernement de Charles X. »
Démissionnaire pour refus de serment à la révolution de Juillet 1830, Mac Mahon rentre dans la vie privée. Il meurt, le 18 octobre de la même année, à Saint-Max. C'est son neveu Charles-Marie de Mac Mahon (1793-1845) qui lui succède dans son titre de marquis.
Son frère cadet, Maurice-François de Mac-Mahon, qui habitait le château de Sully, également maréchal-de-camp, est inspecteur pendant quelques années.

## Famille
Il ne s'est jamais marié et n'a jamais eu d'enfants légitimes.

## Distinctions

### Décorations françaises
- Chevalier de l'Ordre royal et militaire de Saint-Louis